# ジェスレル・コラレス
ジェスレル・コラレス・ゴンサレス（Jezreel Corrales González、1991年7月12日 - ）は、パナマのプロボクサー。サン・ミゲリート出身。元WBA世界スーパーフェザー級スーパー王者。

## 来歴
2009年2月13日、デビュー戦を行い、4回3-0（3者とも39-36）の判定勝ちを収めデビュー戦を白星で飾った。
2009年4月30日、ジョナサン・アレナスと対戦し、プロ初黒星となる4回0-3（3者とも34-39）の判定負けを喫した。
2012年4月12日、ローランド・ジオノとパナマフェザー級王座決定戦を行い、10回2-1（73-77、2者が75-74）の判定勝ちを収め王座獲得に成功した。
2012年5月24日、パナマ王座防衛とFECARBOXフェザー級暫定王座決定戦を兼ねてアントニオ・フェルナンデスと対戦し、初回1分55秒TKO勝ちを収めパナマ王座の初防衛、FECARBOX暫定王座の獲得に成功した。
2013年1月24日、パナマシティのホテル・RIUでレネ・アルバラードと対戦し、6回3-0(3者共59-56)の判定勝ちを収めた。
2013年5月22日、パナマ王座とWBCラテンアメリカフェザー級王座決定戦を兼ねてアービング・ベリーと対戦し、10回3-0（97-92、98-91、98-90）の判定勝ちを収めパナマ王座の2度目の防衛、WBCラテンアメリカ王座の獲得に成功した。
2013年8月3日、ジョナサン・ペレスと対戦し、8回3-0（2者が80-70、79-71）の判定勝ちを収めWBCラテンアメリカ王座の初防衛に成功した。しかしパナマのボクシングコミッションによる薬物検査でコラレスから違反薬物のマリファナに対する陽性反応が検出された為、試合は無効試合に変更となった。
2014年1月15日、エウセビオ・オセホとFECARBOXフェザー級王座決定戦を行い、10回反則勝ちを収め王座獲得に成功した。
2014年11月20日、南米スーパーフェザー級王者ウォルター・エストラーダと対戦し、初回1分6秒TKO勝ちを収め王座獲得に成功した。
2015年7月23日、フェリックス・サベスとWBAフェデカリブスーパーフェザー級王座決定戦を行い、2回2分13秒TKO勝ちを収め王座獲得に成功した。
2015年12月17日、エマヌエル・ロペスの王座剥奪に伴いWBA世界スーパーフェザー級4位のファン・アントニオ・ロドリゲスとWBA世界スーパーフェザー級暫定王座決定戦を行い、ロドリゲスが11回終了時に棄権した為、王座獲得に成功した。
2016年4月27日、日本のリングに初登場。大田区の大田区総合体育館でWBA世界スーパーフェザー級スーパー王者の内山高志と対戦し、2回2分59秒TKO勝ちを収め王座統一に成功（記録上は暫定王座の初防衛）、スーパー王座に認定された。5月6日、WBAはコラレスを2016年4月度の月間優秀選手賞に選出した。
2016年12月29日、内山高志との間で行われた王座統一戦がファイトニュース・ドットコムの2016年度のアップセット・オブ・ザ・イヤーに選出された。
2016年12月31日、大田区総合体育館で元WBA世界スーパーフェザー級スーパー王者でWBA世界スーパーフェザー級2位の内山高志と8ヵ月ぶりに再戦し、12回2-1（115-112、117-110、113-114）の判定勝ちを収め2度目の防衛に成功した。2017年1月8日、WBAはコラレスを2016年12月度の月間MVPに選出した。
2017年1月19日、パナマ市のレストランで行われた2016年のパナマの表彰選手および関係者の選考会において、2016年度の“メホール・ボクセアドール・デル・アーニョ”（年間最優秀選手）に選出された。
2017年4月12日、ゴールデンボーイ・プロモーションズと複数年契約を結んだ。
2017年7月15日、カリフォルニア州イングルウッドのザ・フォーラムでWBA世界スーパーフェザー級10位のロビンソン・カステジャノスと対戦し、10回2-0（94-93、96-92、94-94）の負傷判定勝ちを収め、3度目の防衛に成功した。この試合でコラレスは7万5000ドル（約840万円）、カステジャノスは5万ドル（約560万円）のファイトマネーを稼いだ。
2017年10月21日、ニューヨーク州ヴェローナのターニング・ストーン・リゾート・アンド・カジノでWBA世界スーパーフェザー級4位のアルベルト・マチャド（プエルトリコ）と対戦し4度目の防衛を目指していたが、前日計量でコラレスがスーパーフェザー級の規定体重である130ポンドを4ポンド超過の134ポンドを計測し、2時間後の再計量でも3.25ポンド（1.47キロ）超過の133.25ポンドを計測し王座を剥奪されたため、試合はマチャドが勝てば新王者となりコラレスが勝てば王座は空位となる条件で行われ、コラレスが8回2分15秒TKO負けを喫した。
2019年7月27日、メリーランド州ボルチモアのロイヤル・ファームズ・アリーナでラダリウス・ミラーとライト級10回戦を行い、10回1-2（96-93、93-96、94-95）の判定負けを喫した。
2020年1月18日、フィラデルフィアのリアコウラス・センターでWBA世界スーパーフェザー級3位のクリス・コルバートとWBA世界スーパーフェザー級暫定王座決定戦を行い、12回0-3（111-116、110-117×2）の判定負けを喫し約3年振りの王座返り咲きに失敗した。
2022年3月12日、パナマシティのロベルト・デュラン・アリーナでミゲル・マドゥエノとWBA世界ライト級挑戦者決定戦を行い、12回3-0（117-108、115-109、116-108）の判定勝ちを収めガーボンタ・デービスへの挑戦権を獲得した。
2023年2月4日、セルプホフで東京オリンピック金メダリストのアルベルト・バティルガジエフと対戦し、9回28秒セコンドのタオル投入によるTKO負けを喫した。
2024年3月9日、ビルバオで元WBC世界スーパーフェザー級シルバー王者のジョン・フェルナンデスと対戦予定。

## 獲得タイトル
- パナマフェザー級王座
- FECARBOXフェザー級暫定王座
- WBCラテンアメリカフェザー級王座
- FECARBOXフェザー級王座
- 南米スーパーフェザー級王座
- WBAフェデカリブスーパーフェザー級王座
- WBA世界スーパーフェザー級暫定王座（防衛1=スーパー王座に認定）
- WBA世界スーパーフェザー級スーパー王座（防衛2）